# 5926 Schonfeld
5926 Schonfeld este o planetă minoră (asteroid), cu un diametru de 4,35 km, din centura de asteroizi. A fost descoperită pe 4 august 1929 la Observatorul Königstuhl de Max Wolf și a fost numită după Eduard Schönfeld⁠(d). 
Obiectul prezintă o orbită caracterizată de o semiaxă mare de 2,3509427 UAi, o excentricitate de 0,236018, o înclinație de 3,9774 ° în raport cu ecliptica.